# إيلفين مامادوف

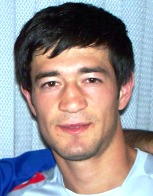

إيلفين مامادوف (بالأذرية: Elvin Məmmədov) (مواليد 18 يوليو 1988 في الاتحاد السوفييتي) لاعب كرة قدم الأذربيجاني دولي يجيد اللعب في خط الوسط . يلعب حاليا لصالح نادي كاراباغ الأذربيجاني منذ 2009 .

## روابط خارجية
- إيلفين مامادوف على موقع الاتحاد الدولي (مؤرشف)  (الإنجليزية)
- إيلفين مامادوف على موقع قاعدة بيانات كرة القدم.إي يو (الإنجليزية)
- إيلفين مامادوف على موقع ناشيونال فوتبول تيمز (الإنجليزية)
- إيلفين مامادوف على موقع Soccerway.com (الإنجليزية)
- إيلفين مامادوف على موقع كووورة
- إيلفين مامادوف على موقع AS.com (الإسبانية)